# Kazimierz Serocki

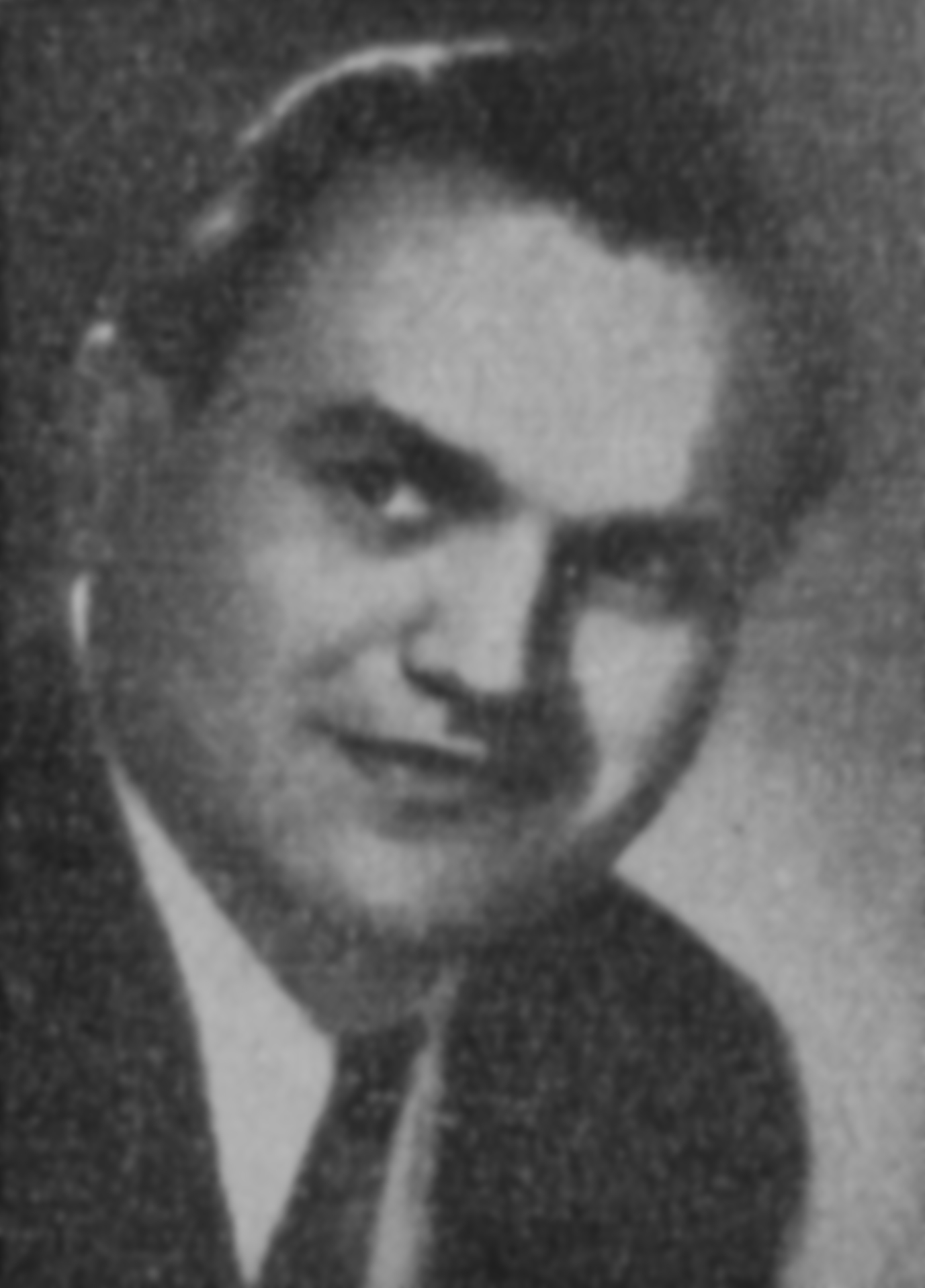
Kazimierz Serocki

Kazimierz Serocki (Toruń, 3 marzo 1922 – Varsavia, 9 gennaio 1981) è stato un compositore polacco, nonché uno dei fondatori del festival di musica contemporanea Warsaw Autumn.

## Biografia
Egli studiò composizione con Kazimierz Sikorski e pianoforte con Stanisław Szpinalski alla Scuola di stato di musica di Łódź e si laureò nel 1946. Andò quindi a Parigi per studiare composizione con Nadia Boulanger e pianoforte con Lazare Lévy, prima di laurearsi nel 1948. Fra 1946 ed 1951 si esibì in concerto sia in Polonia che all'estero come pianista, ma per il resto della sua carriera si dedicò esclusivamente alla composizione. La produzione musicale di Serocki è suddivisa in due specifici filoni: musica per orchestra e musica vocale-strumentale su testi in polacco da lui scelti con grande cura. 
Serocki fu uno dei fondatori, con Tadeusz Baird, del Warsaw Autumn festival internazionale di musica contemporanea. Assieme a Tadeusz Baird e Jan Krenz egli fondò il Group 49 un'associazione di compositori polacchi. Fu vice presidente, dal 1954 al 1955, dell'Unione dei compositori polacchi. Nel corso della sua carriera ricevette numerosi premi e onorificenze sia in patria che all'estero.

## Opere

### Musica da camera
- Suite  for 4 trombones - 1953
- Sonatina for trombone and piano - 1954
- Dance for clarinet and piano - 1954
- Continuum - sextet for percussion instruments - 1966
- Swinging Music for clarinet, trombone, cello or double bass, and piano - 1970
- Fantasmagoria for piano and percussion - 1971
- Arrangements for 1-4 recorders - 1975-1976

### Musica per orchestra
- Three Melodies from Kurpie  for 6 sopranos, 6 tenors, and chamber orchestra - 1949
- Romantic Concerto for piano and orchestra - 1950
- Symphony No. 1 - 1952
- Symphony No. 2, "Symphony of Song" for soprano, baritone, choir, and orchestra - 1953
- Concerto for trombone and orchestra - 1953
- Sinfonietta for 2 string orchestras - 1956
- Heart of the Night, song cycle for baritone and orchestra - 1956
- Eyes of the Air, song cycle for soprano and orchestra - 1957
- Musica concertante - 1958
- Episodes for strings and 3 groups of percussion - 1959
- Segmenti - 1961
- Symphonic Frescoes - 1964
- Niobe, music to extracts from a poem by Konstanty Ildefons Gałczyński for 2 reciters (man and woman), mixed choir, and orchestra - 1966
- Forte e piano, music for two pianos and orchestra - 1967
- Poems, to words by Tadeusz Różewicz for soprano and chamber orchestra - 1969
- Dramatic Story for orchestra - 1971
- Fantasia elegiaca for organ and orchestra - 1972
- Impromptu fantasque for recorders, mandolins, guitars, percussion and piano - 1973
- Sonatina for trombone and orchestra - 1974 (arrangement of the 1954 Sonatina)
- Concerto alla cadenza per flauto a becco e orchestra - 1974
- Ad libitum five pieces for symphony orchestra - 1973-1977
- Pianophonie for piano, electronic transformation of sound and orchestra - 1976-1978

### Musica per strumenti solisti
- Suite of Preludes for piano - 1952
- Brownies (Krasnoludki), 7 miniatures for children for piano - 1953
- Sonata for piano - 1955
- A piacere, suggestions for piano - 1963

### Voce e pianoforte
- Heart of the Night (Serce nocy), song cycle for baritone and piano (text: K.I. Gałczyński) - 1956
- Eyes of the Air (Oczy powietrza), song cycle for soprano and piano (text: J. Przyboś) - 1957

### Varie
- Songs of Midsummer Night, suite, folk text - 1954
- Suite, from the Opole Region in Silesia, folk text - 1954